# Giuseppe De André
Giuseppe De André (Torino, 15 settembre 1912 – Genova, 19 luglio 1985) è stato un dirigente d'azienda e imprenditore italiano.
Fu amministratore delegato e presidente degli zuccherifici Eridania, nonché consigliere comunale, assessore e vicesindaco di Genova per il Partito Repubblicano Italiano; fu il padre del cantautore Fabrizio De André.

## Biografia
Nacque il 15 settembre 1912 a Torino, in Via Scalenghe 4, figlio del capotecnico Achille De André e della benestante Margherita Perucca. Il padre morì nel 1916, quando Giuseppe aveva quattro anni. A Torino si laureò in Lettere e Filosofia con Benedetto Croce all'età di 22 anni e poi si trasferì a Genova. In Liguria divenne insegnante in diversi istituti scolastici parastatali, di cui diventò, dal 1938, anche proprietario grazie a un prestito; prima operò presso l'istituto tecnico per geometri "Ligure" a Sampierdarena, noto anche come "Il Palazzi", e successivamente presso il "Pareto".
Diventato noto come uomo di grande cultura e lavoratore dal carattere inflessibile, nel capoluogo ligure si dedicò presto anche all'attività politica. Durante la Resistenza fu ricercato dai fascisti perché aveva cercato di impedire la deportazione degli alunni ebrei dei suoi istituti. Nascose dunque la famiglia nell'astigiano dal 1942, per poi raggiungerla lasciando Genova nel 1944.
Tornato a Genova con la famiglia dopo la guerra e la liberazione, venne eletto più volte consigliere comunale per il PRI. Nel periodo 1954-1955, per tale partito, fu sia assessore allo spettacolo ed alla cultura che vicesindaco della città. Nel 1956 non venne rieletto, decidendo di abbandonare le cariche pubbliche e di iscriversi agli studi in Legge, che però non terminò. Nello stesso periodo fu promotore e primo presidente dell'Ente della Fiera del Mare.
Nel 1962 venne chiamato da Attilio Monti ai vertici dell'Eridania: in questa azienda ricoprì, nel corso di due decenni, gli incarichi di direttore generale, amministratore delegato e presidente. Dal 1976 fu anche presidente di Poligrafici Editoriale, editoriale di controllo dei quotidiani Il Resto del Carlino e La Nazione, carica da cui si dimise nel 1982 rompendo il lungo rapporto di collaborazione con Attilio Monti. Un anno prima aveva lasciato anche la presidenza dell'Eridania, acquisita dal Gruppo Ferruzzi, in quanto non condivideva le strategie di Raul Gardini.
Da 1961 al 1963 Giuseppe De André fu socio cofondatore della Karim, la prima casa discografica per cui lavorò il figlio Fabrizio, partecipando attivamente al lancio della carriera di Fabrizio e anche di altri artisti, tra cui si ricordano Memo Remigi ed Orietta Berti. Accanto al sostegno all'attività artistica del figlio, Giuseppe offrì a Fabrizio in questo stesso periodo un impiego presso gli uffici amministrativi nel suo istituto "Ligure" e lo sostenne economicamente, fino al momento in cui Fabrizio abbandonò l'università e si dedicò pienamente all'attività artistica.
Scomparso il 19 luglio 1985, due mesi prima del suo settantatreesimo compleanno, ha ricevuto sepoltura nella cappella di famiglia presso il cimitero di Staglieno, dove furono sepolti anche la moglie ed i figli.

### Vita privata
Si sposò l'8 dicembre 1935 con Luigia Amerio (1911-1995), detta Luisa, originaria di Pocapaglia (provincia di Cuneo), con la quale ebbe due figli: Mauro (1936-1989), avvocato, e Fabrizio Cristiano (1940-1999), celebre cantautore, con cui Giuseppe ebbe un rapporto ricco di contrasti per poi riconciliarsi definitivamente in punto di morte, strappandogli in tale occasione la promessa di smettere di bere (che il cantautore manterrà). Fabrizio lo rese nonno di Cristiano nel 1962 e di Luisa Vittoria detta Luvi nel 1977.

### Nei media
Giuseppe De André è stato interpretato dall'attore Ennio Fantastichini nel film del 2018 di Luca Facchini Fabrizio De André - Principe libero, dedicato alla vita del figlio Fabrizio.

## Memoria
- A Genova è ricordato da una piazza a lui intitolata, che sorge proprio davanti alla Fiera del Mare da lui istituita.
- Fabrizio De André fa riferimento a suo padre nella canzone autobiografica Ho visto Nina volare dall'album Anime salve (1996); in essa l'artista si immedesima in sé stesso durante l'infanzia e racconta di dover nascondere al padre l'amore che prova per la piccola Nina, dicendo che se il padre lo scoprisse sarebbe costretto a fuggire lontano.